# Pancratium centrale
Pancratium centrale är en amaryllisväxtart som först beskrevs av Auguste Jean Baptiste Chevalier, och fick sitt nu gällande namn av Hamilton Paul Traub. Pancratium centrale ingår i släktet Pancratium och familjen amaryllisväxter. Inga underarter finns listade i Catalogue of Life.